# Kościół św. Publiusza w Rabacie
Kościół św. Publiusza (malt. Knisja ta' San Publiju, ang. Church of St Publius), znany też jako sanktuarium św. Publiusza (malt. Is-Santwarju ta' San Publiju, ang. Sanctuary of St Publius) – rzymskokatolicki kościół pod wezwaniem św. Publiusza, znajdujący się w Rabacie na Malcie.

## Historia
Pierwszy kościół św. Publiusza powstał na początku XVII wieku, najprawdopodobniej ok. 1617 (jakkolwiek inne źródła podają daty 1609 i po 1610) nad grotą św. Pawła. Jego fundatorem był Hiszpan Juan Benegos (lub Beneguas) z Kordoby, zaś projektant nie jest znany. Wkrótce po budowie tak kościół, jak i grota pod nim przeszły pod władanie Zakonu św. Jana. O tej przynależności świadczy do dziś wiele ośmiokrańcowych krzyży maltańskich znajdujących się na ścianach (i nie tylko) sanktuarium.
Za rządów wielkiego mistrza Lascarisa (1636–1657) kościół został powiększony, a następnie w latach 1685–1692, przy okazji przebudowy przylegającego kościoła św. Pawła, on sam został przebudowany przez architekta Lorenzo Gafà według planów Francesco Buonamiciego.  
Kamień węgielny stojącego do dziś kościoła położony został około 1726. Jego budowniczym był Salvu Borġ z Siġġiewi. Wówczas kościół stał się głównym wejściem do groty św. Pawła; poprzednie, wciąż wiodące z budynku dzisiejszego muzeum Wignacourta, stało się wejściem bocznym.

Nowy kościół został 1 lipca 1731 konsekrowany przez biskupa Alphérana de Bussan.

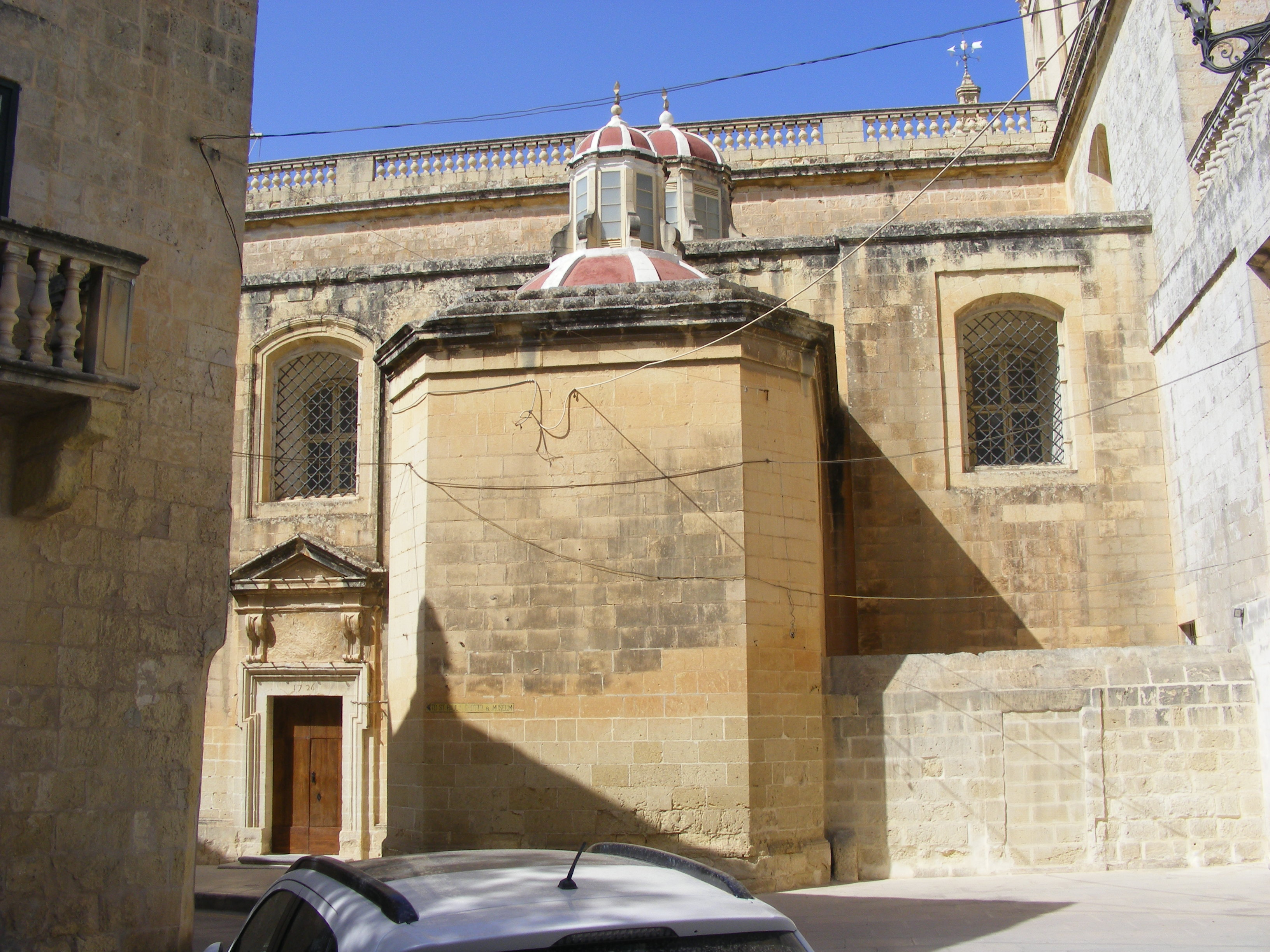
Boczna elewacja kościoła z kaplicą Najświętszego Sakramentu. Widoczne obie kopuły i boczne drzwi.

W 1753 dobudowana została po prawej stronie ołtarza niewielka kaplica Najświętszego Sakramentu. Koszty budowy pokrył wielki mistrz Manuel Pinto da Fonseca (1741–1773).

## Architektura
Fasada kościoła św. Publiusza jest prawą (od strony patrzącego) częścią trójprzęsłowej fasady bazyliki św. Pawła. Półokrągło zakończone drzwi osadzone są w murze, nad nimi znajduje się podwójny fronton składający się z mniejszego półokrągłego osadzonego w większym trójkątnym. Wejście jest otoczone zestawem podwójnych pilastrów, podtrzymujących ciągły architraw ozdobiony metopami, na którym wspiera się duży półkolisty fronton. Całość zwieńczona jest szczytem, w którym znajduje się półkolista nisza z marmurowym posągiem św. Pawła, rzadkim przykładem sztuki średniowiecznej na Malcie. Na szczycie stoi krzyż maltański.

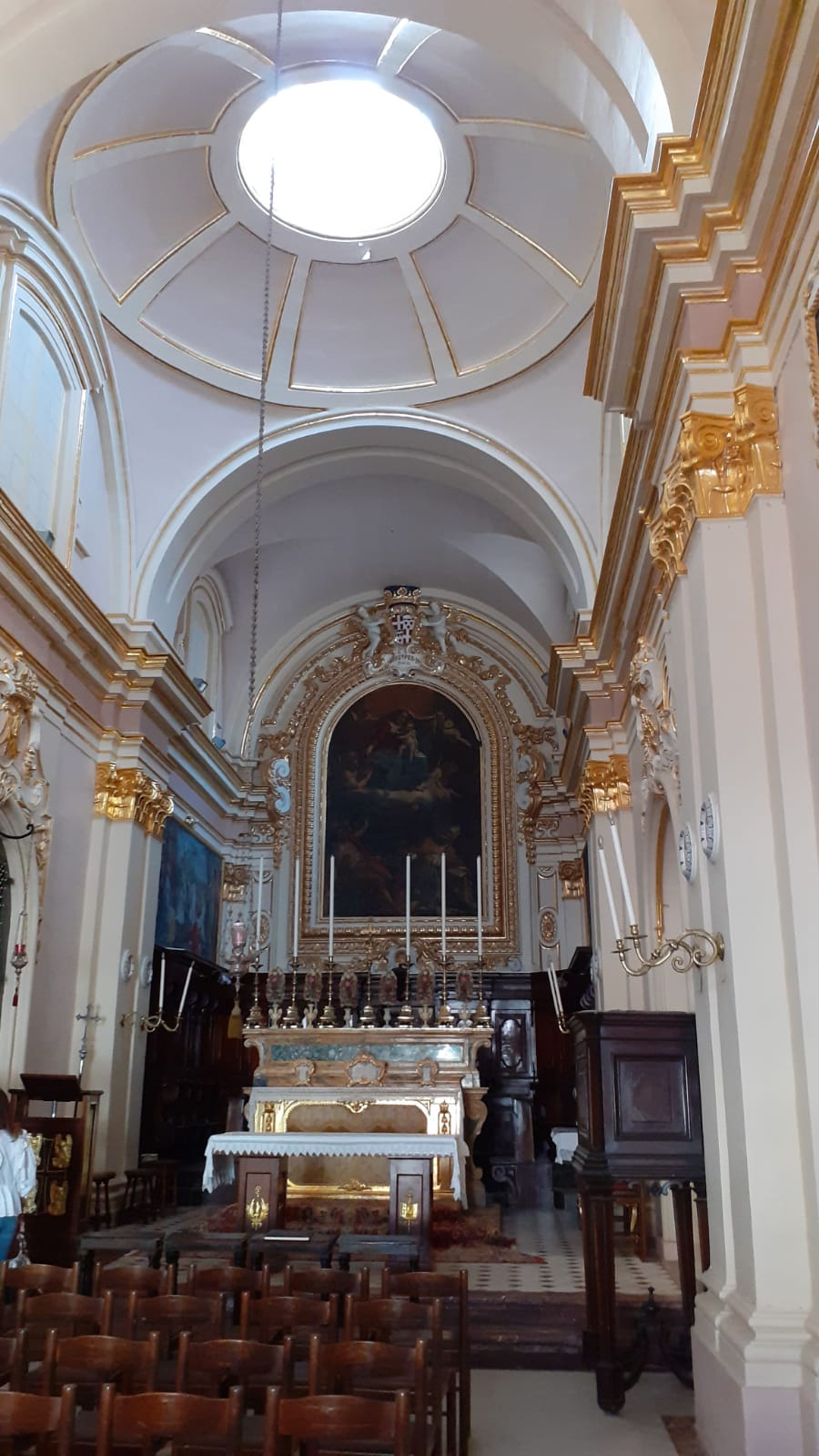
Wnętrze kościoła.

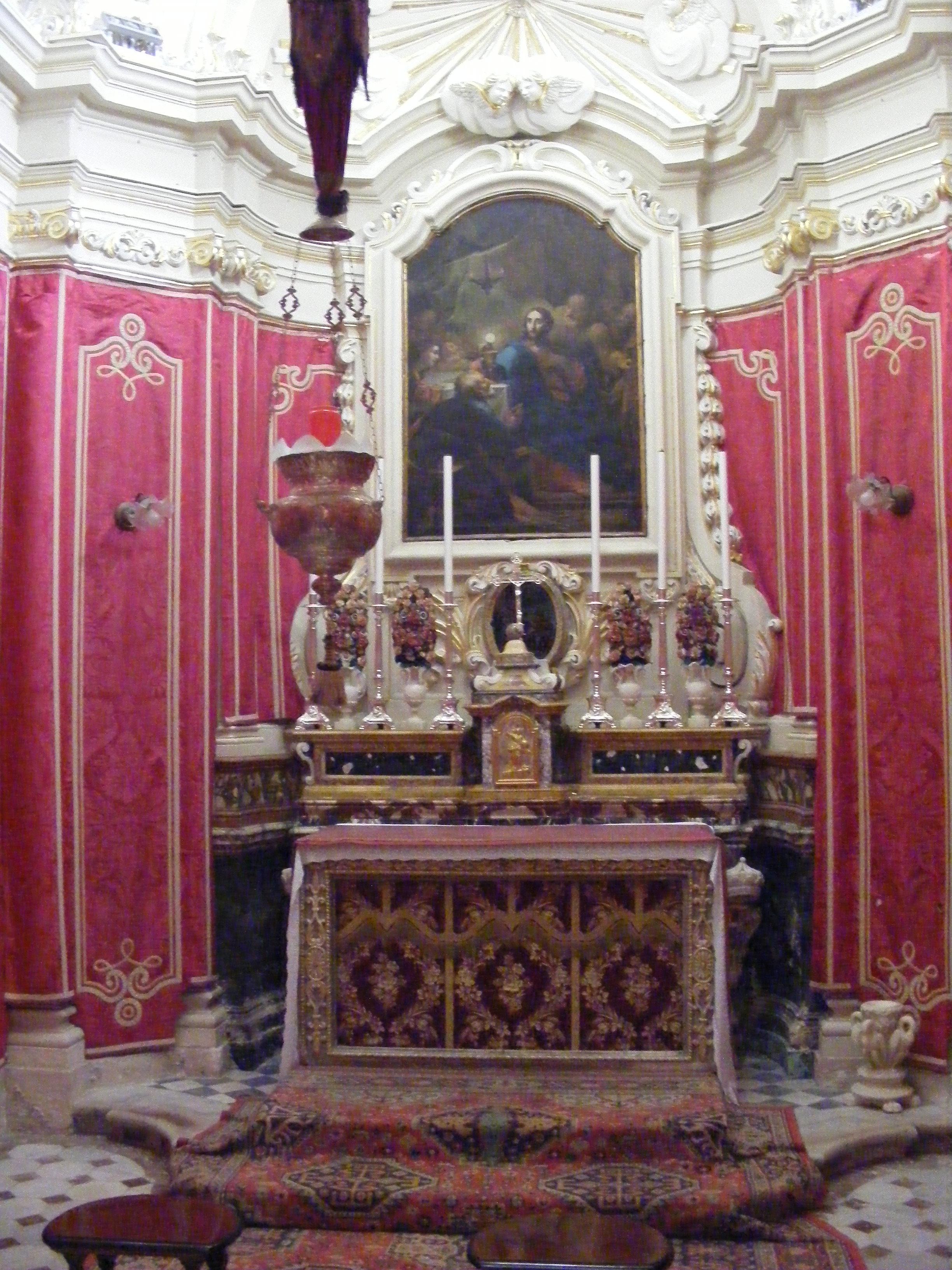
Wnętrze kaplicy Najświętszego Sakramentu.

Kościół ma dwie niewielkie kopuły z latarniami: nad nawą główną oraz nad kaplicą Najświętszego Sakramentu.

## Dzieła sztuki

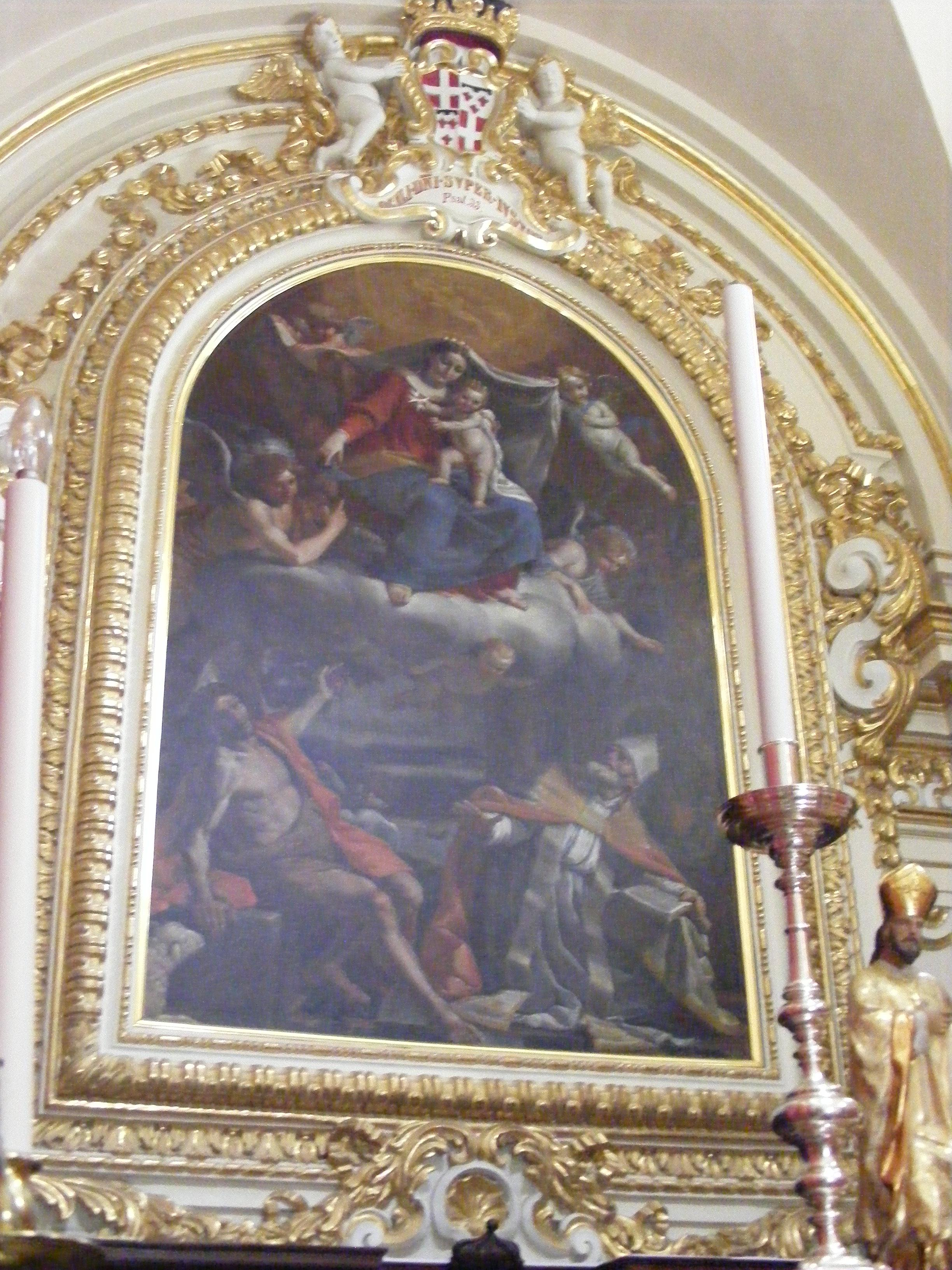
Obraz tytularny, dzieło Mattia Pretiego.

Pod patronatem Zakonu kościół stał się bogato zdobionym miejscem kultu.
Obraz tytularny jest pędzla renomowanego włoskiego artysty Mattia Pretiego. Ukazuje on Maryję Dziewicę z Dzieciątkiem oraz św. Janem Chrzcicielem i św. Publiuszem. Ośmiokrańcowy krzyż jest również widoczny i na tym dziele, obok rączki Dzieciątka Jezus. Do wczesnych lat 80. XVII wieku w niszy nad ołtarzem znajdował się pozłacany drewniany posąg przedstawiający św. Publiusza. Wtedy to został zastąpiony przez dzieło Pretiego.
Na bocznych ścianach apsydy wiszą dwa obrazy wykonane ok. 1680 przez Enrico Rignauda, są to Święty Publiusz nauczający oraz Męczeństwo św. Publiusza.
W nawie sanktuarium znajdują się cztery płótna maltańskiego artysty Francesco Zahry, które nawiązują do historii świątyni. Dwa przedstawiają kolejne epizody z życia patrona kościoła, a to Święty Paweł chrzci Publiusza oraz Święty Paweł wyświęca Publiusza na pierwszego biskupa Malty. Pozostałe dwa obrazy to portrety dwóch głównych postaci historii sanktuarium i groty św. Pawła: papieża Pawła V i wielkiego mistrza Alofa de Wignacourt.
W kaplicy Najświętszego Sakramentu kolejne dzieła Francesco Zahry, nad marmurowym ołtarzem Ostatnia Wieczerza (lub Ustanowienie Eucharystii), na bocznych ścianach zaś Niepokalane Poczęcie oraz Święty Antoni z Padwy.

## Ochrona dziedzictwa kulturowego
27 czerwca 2014 kościół został wpisany na listę National Inventory of the Cultural Property of the Maltese Islands pod numerem 2443.